# 西鐵平尾站

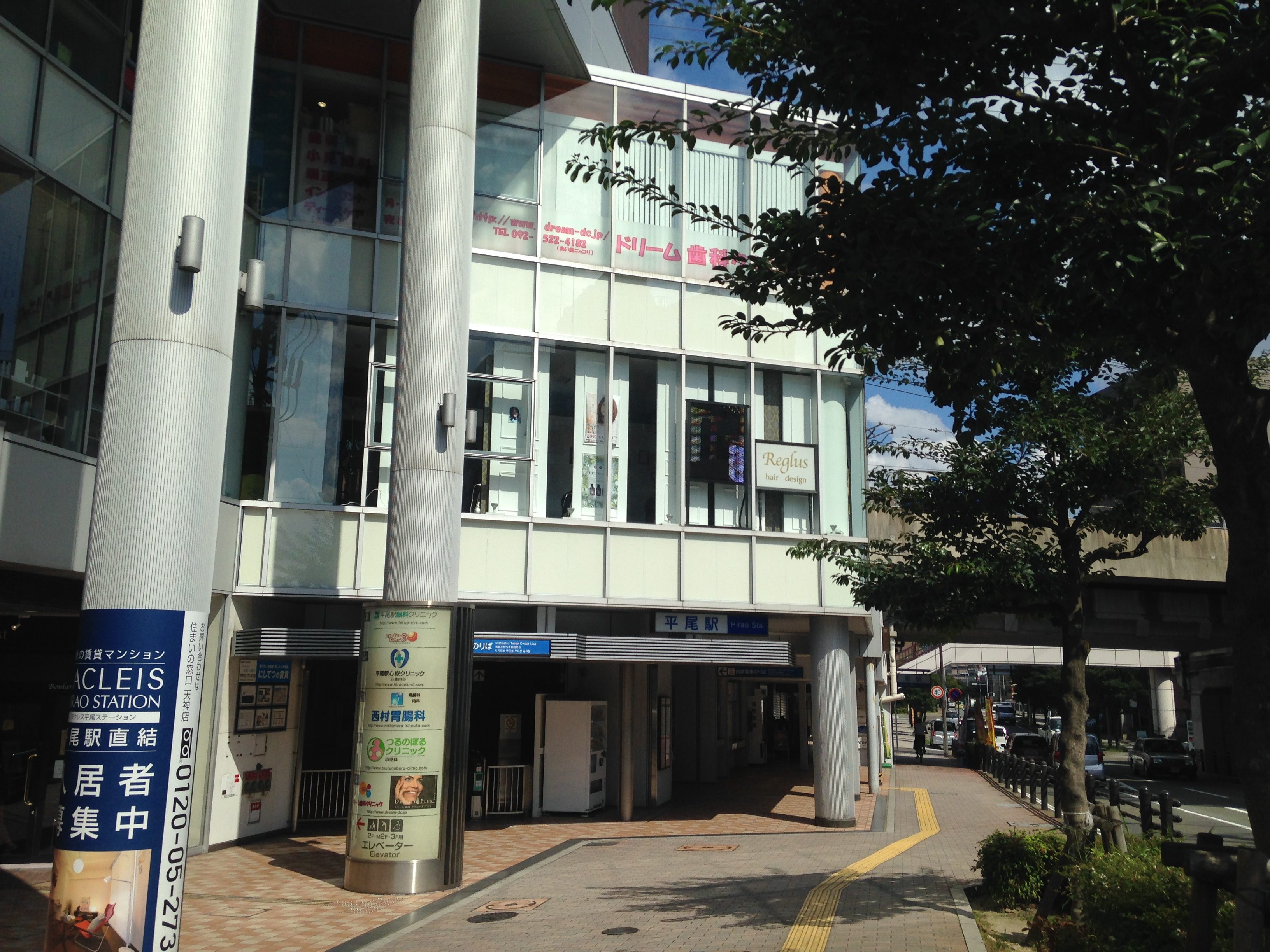
車站入口（2016年9月26日）

西鐵平尾站（日语：／ Nishitetsu-Hirao eki */?）是位於福岡縣福岡市中央區平尾二丁目，西日本鐵道（西鐵）的天神大牟田線車站。車站編號為T04。
車站名稱冠上了公司名，這是由於曾經國鐵筑肥線已經設有平尾站。

## 歷史
- 1924年（大正13年）4月12日 - 八幡站啟用。後來改名為平尾站（日期不明）。
- 1942年（昭和17年）9月22日 - 車站改名為西鐵平尾站。
- 1955年（昭和30年） - 車站大樓翻新。
- 1978年（昭和53年）3月3日 - 西鐵平尾～大橋之間高架化。
- 1993年（平成5年）12月25日 - 車站大樓翻新。
- 1995年（平成7年）3月25日 - 西鐵福岡～西鐵平尾之間高架化[1]。
- 2004年（平成16年）8月1日 - 開始建設綜合型新車站大樓。
- 2006年（平成18年）3月1日 - 綜合型新車站大樓建設工程完成。
- 2008年（平成20年）5月18日 - 此站開始可以使用IC卡nimoca。
- 2017年（平成29年）2月1日 - 此站引入車站編號[2]。

## 車站構造
車站是一座高架車站，設有2面2線的相對式月台。此站設有兩處出入口和兩處閘口。單車停泊場位於站前道路對面（設有天橋跨過）的南區內。

### 月台
| 月台 | 路線          | 上下行 | 方向                               |
| ---- | ------------- | ------ | ---------------------------------- |
| 1    | ■天神大牟田線 | 下行   | 二日市、太宰府、久留米、大牟田方向 |
| 2    | ■天神大牟田線 | 上行   | 福岡（天神）方向                   |

## 使用狀況
在2019年度，1日平均上下車人次為13,580人。在西鐵車站中排名第12位。
以下為各年度1日平均乘車和上下車人次列表。
| 年度   | 1日平均 乘車人次 | 1日平均 上下車人次 |
| ------ | ---------------- | ------------------ |
| 1996年 | 6,137            | 12,592             |
| 1997年 | 6,236            | 12,764             |
| 1998年 | 6,167            | 12,534             |
| 1999年 | 6,208            | 12,462             |
| 2000年 | 6,200            | 12,375             |
| 2001年 | 6,107            | 12,230             |
| 2002年 | 6,052            | 12,085             |
| 2003年 | 6,022            | 12,063             |
| 2004年 | 5,795            | 11,581             |
| 2005年 | 5,874            | 11,636             |
| 2006年 | 6,181            | 12,282             |
| 2007年 | 6,027            | 12,028             |
| 2008年 | 6,000            | 11,911             |
| 2009年 | 5,707            | 11,364             |
| 2010年 | 5,663            | 11,335             |
| 2011年 | 5,601            | 11,195             |
| 2012年 | 5,668            | 11,346             |
| 2013年 | 5,915            | 11,826             |
| 2014年 | 5,915            | 11,887             |
| 2015年 | 6,249            | 12,648             |
| 2016年 | 6,329            | 12,656             |
| 2017年 | 6,507            | 13,019             |
| 2018年 | 6,695            | 13,415             |
| 2019年 |                  | 13,580             |

## 車站周邊
車站位於中央區南端，在越過站前道路後便進入南區。車站周邊設有小規模商店和住宅區。在泡沫經濟爆破前，周邊開發許多公寓，設有大規模的学學、商業和觀光設施。
站前道路在1925年至1983年之間曾經設有國鐵筑肥線的路軌，現時已經撒走並重建為筑肥新道的道路。車站西邊約60米處設有縣道31號（通稱：高宮通），該縣道與天神大牟田線並行。車站東邊約600米處設有縣道602號（通稱：日赤通），該縣道也與天神大牟田線並行。車站北邊約150米處設有縣道555號（山莊通、百年橋通），該縣道與天神大牟田線立體交錯。
在筑肥線博多至姪濱之間廢止前，該線的筑前高宮站是在平尾站東邊約400米處，當時筑肥線和西鐵大牟田線可進行轉乘。當時月台上設有「轉乘往唐津方向　CHENGE　HERE　FOR　KARATSU」的指示牌。
由於筑肥線和西鐵天神大牟田線兩線立體交錯，因此西鐵平尾站不是使用混凝土橋樑，此站是路堤式高架車站。
在1990年代，隨著車站老化，進行了重建計畫。當中進行收買土地，也進行了大廈維修工程，在2004年開始建設車站大廈，於2006年完成。
- NTT平尾大廈 - 沿路軌北邊約150米
- 九州能源會館遺址（日语：九州エネルギー館） - 西北方1.3公里
- 九電紀念體育館遺址（日语：福岡市九電記念体育館） - 西北方1.3公里
- 福岡市民泳池遺址 - 西北方1.3公里
- 福岡市動植物園（日语：福岡市動植物園） - 西北方1.6公里
- 福岡紅十字醫院（日语：福岡赤十字病院） - 東南方約800米
- 野村望東尼（日语：野村望東尼）平尾山莊蹟 - 西方約900米
- 山莊公園 - 西約900米
- 福岡平尾郵局 - 西北方約250米
- 福岡山莊郵局 - 西方約900米
- 福岡銀行平尾分店 - 東北方約240米
- 西日本都市銀行平尾分店（舊福岡都市銀行平尾分店。舊西日本銀行平尾分店。） - 西方約250米
- Sunny（日语：サニー (スーパーマーケット)）本店 - 西方約350米
- 福岡縣立福岡中央高等學校（日语：福岡県立福岡中央高等学校） - 西北方約1.1公里
- 福岡市立平尾中學（日语：福岡市立平尾中学校） - 西南方約1.8公里
- 福岡市立平尾小學（日语：福岡市立平尾小学校） - 西北方約1.2公里
- 福岡市立西高宮小學（日语：福岡市立西高宮小学校） - 西南方約650米
- 福岡市立高宮小學（日语：福岡市立高宮小学校） - 東北方約650米
- 中村調理製菓專門學校（日语：中村調理製菓専門学校）

## 巴士路線
車站周邊設有西鐵巴士巴士站，停靠的巴士路線可前往小笹、野間、天神、博多站方向。（路線截至2016年6月18日）
百年橋通、西鐵電車高架橋下（西行）
前往小笹、長尾、檜原、笹丘、城南區公所、昭代、藤崎方向。
百年橋通，西鐵電車高架橋下（東行）
經百年橋通前往博多站。
高宮通、鈴木前（南行）
經藥院大通前往小笹、長尾、檜原、柏原、笹丘、島廻橋、堤、油山團地前、南町、南片江小學、片江營、西新、福岡塔方向。
高宮通、車站大廈前（南行）
高宮、野間、皿山、長住、駕駛執照考試中心、檜原、柏原方向。
高宮通，公寓前（北行）
經藥院大通前往天神、博多站方向。

## 相鄰車站
西日本鐵道
■天神大牟田線
■特急、■急行
通過
■普通
藥院（T02）－西鐵平尾（T03）－高宮（T04）

## 注腳
1. ↑  . 交通新聞 (交通新聞社). 1995-03-08: 1 （日语）.
2. ↑   (PDF). 西日本鐵道. 2017-01-24  [2017年3月20日]. （原始内容存档 (PDF)于2020-07-28） （日语）.
3. ↑  . 西日本鉄道株式会社.   [2021-01-14]. （原始内容存档于2021-01-29） （日语）.
4. ↑  福岡市統計書 （運輸・通信） 私鐵各站上下車人次

## 外部連結
- 西鐵平尾站（西鐵沿線web） （页面存档备份，存于）（日語）